# باتريك هوجيت
باتريك هوجيت (23 مايو 1940 - 27 فبراير 2021) كان سياسيًا فرنسيًا.

## السيرة الشخصية
كان باتريك نجل السياسي ميشال هوجيت. كان عضوًا في الاتحاد من أجل الديمقراطية الفرنسية وانتُخب في الجمعية الوطنية الفرنسية لتمثيل الدائرة الانتخابية الثالثة في أور-إي-لوير، والتي خدم فيها من 1993 إلى 1997 ومرة أخرى من 2002 إلى 2003. كما شغل منصب المستشار العام في كانتون نوجينت لو روترو.
توفي باتريك هوجيت في نوجينت لو روترو في 27 فبراير 2021 عن عمر يناهز الثمانين عامًا.